# 라파우 트샤스코프스키

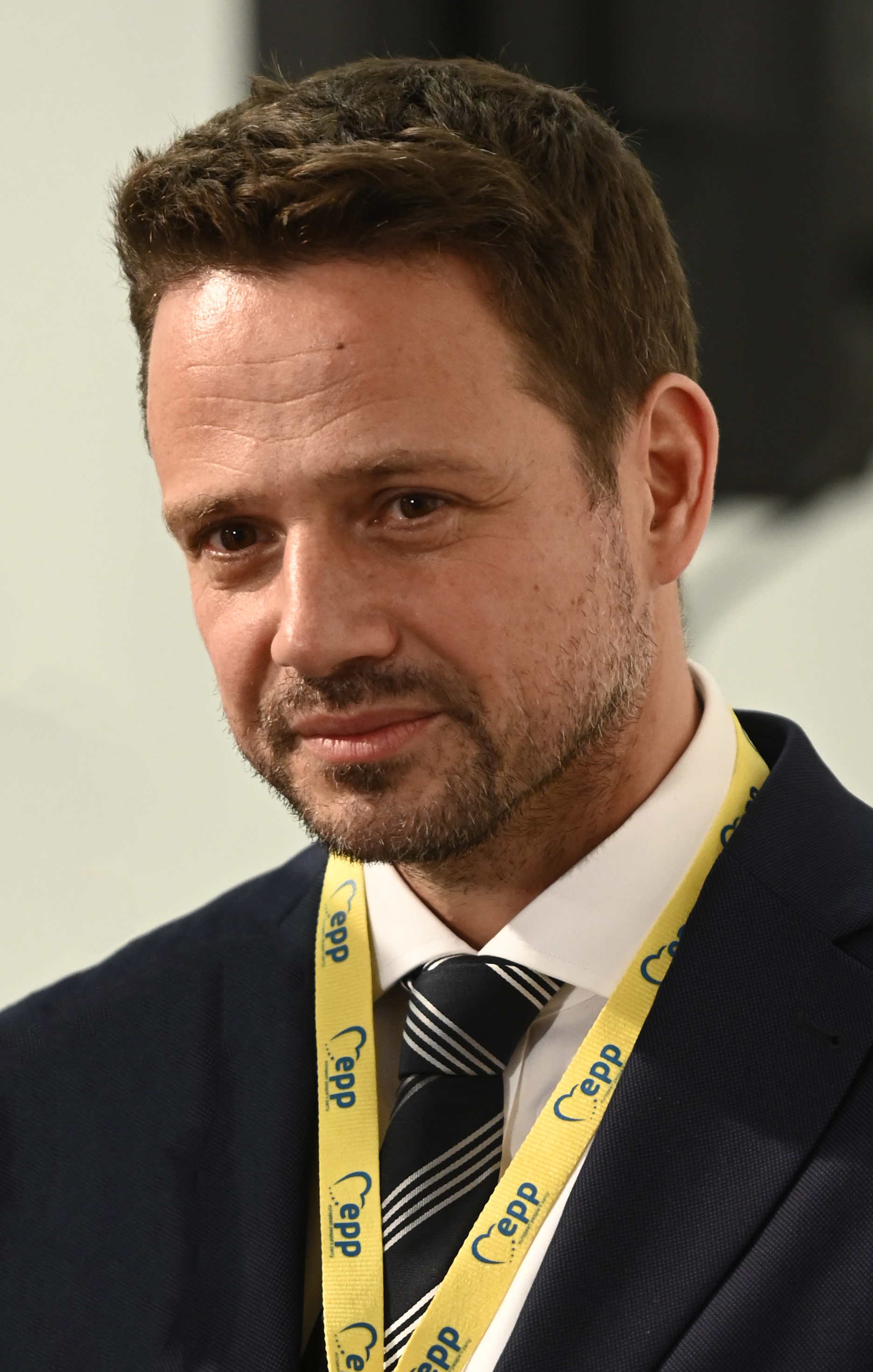
라파우 트샤스코프스키

라파우 카지미에시 트샤스코프스키(폴란드어: Rafał Kazimierz Trzaskowski, 1972년 1월 17일~)는 폴란드의 정치인으로 현 바르샤바 시장이다. 그는 유럽 분야에 전문적인 정치학자이기도 하다.
바르샤바 대학교에서 외교학과·국제관계학과를 졸업했으며, 2009년부터 2013년까지 유럽 의회 의원을 지냈다. 2013년부터 2014년까지 폴란드 행정디지털부 장관을, 2014년부터 2015년까지 폴란드 외무부 국무비서관을 지냈다. 2015년 총선에서 당선되었으며, 2018년 지선에서 바르샤바 시장으로 당선되었다. 트샤스코프스키는 2019년 12월에 헝가리 부다페스트에서 비셰그라드 그룹 소속 4개국(폴란드, 체코, 슬로바키아, 헝가리)의 수도 시장과 함께 자유 도시 협약을 체결했다. 이 협약은 "자유, 인간의 존엄성, 민주주의, 평등, 법의 지배, 사회 정의, 관용 및 문화적 다양성의 공통 가치"를 촉진한다.
트샤스코프스키는 2020년 5월 15일 마우고자타 키다바브원스카를 대신해 시민연단(PO)의 2020년 폴란드 대통령 선거 후보로 선출되었다. 그러나 결선 투표에서 당시 폴란드의 여당이었던 법과 정의의 지지를 받은 안제이 두다 무소속 후보에 패배하여 낙선했다.

## 역대 선거 결과
| 선거명      | 직책명                           | 대수 | 정당      | 1차 득표율 | 1차 득표수  | 2차 득표율 | 2차 득표수   | 결과         | 당락                     |
| ----------- | -------------------------------- | ---- | --------- | ---------- | ----------- | ---------- | ------------ | ------------ | ------------------------ |
| 2009년 선거 | 유럽의원 (바르샤바 선거구)       | 7대  | 시민 연단 | 3.04%      | 25,178표    |            |              | 비례대표 3번 | 바르샤바 유럽의원 당선   |
| 2015년 선거 | 하원의원 (마워폴스카 제13선거구) | 8대  | 시민 연단 | 8.67%      | 47,080표    |            |              | 비례대표 1번 | 마워폴스카 하원의원 당선 |
| 2018년 선거 | 바르샤바 시장                    | 47대 | 시민 연단 | 56.67%     | 505,187표   |            |              | 1위          | 바르샤바 시장 당선       |
| 2020년 선거 | 폴란드의 대통령                  | 7대  | 시민 연단 | 30.46%     | 5,917,340표 | 48.97%     | 10,018,263표 | 2위          | 낙선                     |
| 2024년 선거 | 바르샤바 시장                    | 47대 | 시민 연단 | 57.41%     | 444,006표   |            |              | 1위          | 바르샤바 시장 당선       |
| 2025년 선거 | 폴란드의 대통령                  | 8대  | 시민 연단 | 31.36%     | 6,147,797표 | 49.11%     | 10,237,286표 | 2위          | 낙선                     |